# Майк Девайн
Річард Майкл «Майк» Девайн (англ. Richard Michael «Mike» DeWine; нар. 5 січня 1947, Спрингфілд, Огайо) — американський політик, член Республіканської партії. Губернатор Огайо з 2019 року. Генеральний прокурор штату у 2011—2019 рр. Представляв Огайо в обох палатах Конгресу США, спочатку в Палаті представників (1983–1991), а потім в Сенаті (1995–2007).
У 1969 році здобув ступінь бакалавра з освіти в Університеті Маямі в Оксфорді, штат Огайо, а у 1972 — доктора права в Університеті Північного Огайо. Він був прокурором округу Грін з 1977 по 1981 і членом Сенату штату з 1981 по 1982. Заступник губернатора Огайо з 1991 по 1994.